# Парчев
Парчев (пољ. Parczew) град је у Пољској у Војводству лублинском. По подацима из 2012. године број становника у месту је био 10 951.

## Становништво
| 2012.  |
| ------ |
| 10 951 |

## Партнерски градови
- Бресир